# Araricá (kommun)
Araricá är en kommun i Brasilien.   Den ligger i delstaten Rio Grande do Sul, i den södra delen av landet, 1 600 km söder om huvudstaden Brasília. Antalet invånare är 4 868.
Följande samhällen finns i Araricá:
- Araricá

I omgivningarna runt Araricá växer huvudsakligen savannskog. Runt Araricá är det tätbefolkat, med 762 invånare per kvadratkilometer.